# خوسيه ماريا فيريرا
خوسيه ماريا فيريرا هو لاعب رماية برتغالي، (ولد في لشبونة في البرتغال 1900  م).

## وصلات خارجية
- خوسيه ماريا فيريرا على موقع أوليمبيديا (الإنجليزية)